# Авітамінози
Авітаміно́зи (грец. ά «відсутність» і вітамін) — патологічний стан, людей і тварин, спровокований практично повним виснаженням «вітамінних ресурсів» організму, що супроводжується виникненням симптомокомплексу, характерного і специфічного для дефіциту певного вітаміну.
Гіповітаміноз — стан різкого, проте неповного, зменшення запасів вітаміну в організмі, що викликає низку переважно мало специфічних і не різко виражених клінічних симптомів, часто загальних для різних видів вітамінів.
Авітаміноз, може виникати при відсутності одного (моноавітаміноз) або кількох (поліавітаміноз) вітаміну(-ів).
Недостатнє забезпечення організму вітамінами зумовлюється їх відсутністю в їжі (первинні А. (екзогенні)) або порушенням їх обміну і засвоєння при деяких захворюваннях (вторинні А. (ендогенні)).
Спочатку вітамінна недостатність проявляється в заг. нездужанні (гіповітамінозний стан) і лише з часом набуває рис певного А. — рахіту, цинги, курячої сліпоти, бері-бері, пелагри тощо.
Щоб запобігти вітамінній недостатності, яка звичайно найбільше проявляється навесні, слід протягом зимово-весняного періоду систематично споживати страви, приготовлені з сирих овочів (капусти, моркви, цибулі), і страви з продуктів, багатих на вітаміни (печінки, яєчних жовтків), приготовлені з дотриманням відповідних правил (готування безпосередньо перед їжею, швидка кулінарна обробка). Корисно споживати фрукти та ягоди, консервовані з цукром чи заморожені, приймати вітамінні препарати, зокрема вітамінів C і B1.[джерело?]
У с.-г. тварин А. розвиваються під час стійлового утримання, особливо наприкінці. Вони призводять до яловості, абортів, до затримки росту і навіть загибелі молодняка, порушень мінерального обміну. Здебільшого тваринам бракує вітамінів A, D і B1, якими й треба штучно збагачувати корми, особливо для молодняка та племінної худоби.

## Недостатність вітаміну А

Рік життя з урахуванням інвалідності (DALY), втрачений через дефіцит вітаміну А в 2012 році на мільйон людей.
0-28
31-78
85-85
85-141
144-257
258-376
432-455
558-558
586-883

Вітамін А (ретинол) відноситься до жиророзчинних вітамінів та міститься у м'ясній та молочній їжі. У вигляді провітаміну каротину міститься у моркві, томатах, абрикосах. Добова норма -1,5-2 мг.
Гіпоавітаміноз А зазвичай зумовлюється порушенням всмоктування жирів та жиророзчинних продуктів при різних захворюваннях шлунково-кишкового тракту, особливо тонкої кишки. Можливий розвиток «курячої сліпоти», погіршення зору у темряві з порушенням кольорового зору, сухість шкіри та слизових оболонок, особливо очного яблука. При цьому зустрічаються різні інфекційні ускладнення — фурункульоз, трахеобронхіт, цистит. У важких випадках можуть розвинутися психічні порушення, анемія.
ЛікуванняВ легких випадках призначають перепарат вітаміну А — ретинолу ацетат внутрішньо або в/м по 50 000—100 000 МО масляного розчину.

## Недостатність вітаміну В1
Недостатність вітаміну В1 (тіамін) — хвороба бері-бері. Вітамін В1 відноситься до водорозчинних вітамінів та міститься у хлібі, дріжджях, крупах, гороху, жовтку яєць. Добова норма — 2-3 мг.
Гіпоавітаміноз В1 у тяжкій формі найчастіше зустрічається у теплих країнах. Прояви авітамінозу можливі при захворюваннях тонкої кишки з порушенням всмоктування, хронічному алкоголізмі. Хвороба характеризується ознаками неврастенії зі слабкістю, втомлюваністю, порушенням пам'яті та сну, болем у ділянці серця. Типове ураження периферійної нервової системи — поліневрит і до розвитку паралічей, дистрофія міокарда із серцевою недостатністю.
Лікуваннятіаміну бромід по 1 мл 6 % або 5 % розчину в/м щоденно.

## Недостатність вітаміну В2(рибофлавін)
Цей водорозчинний вітамін міститься у яєчному жовтку, молочних продуктах, дріжджах, хлібі, крупах. Добова норма — 2,5-3,5 мг.
Його засвоєння порушується при хронічних ентеритах, захворюваннях печінки, хронічному алкоголізмі. При гіпоавітамінозі відмічаються ангулярний стоматит, дистрофічні зміни шкіри з ураженням носогубних складок, носа, вуха, мошонки. Ці ділянки шкіри виглядають почервонілими, лущаться, шкіра має сальний вигляд. Можуть розвинутись анемія, ураження очей (зниження світлової чутливості та присмеркового зору, вогнищеві помутніння рогівки), глосит.
Лікуваннярибофлавіна-мононуклеотид по 0,5-1 мл 1 % розчину в/м або рибофлавін по 0,005-0,01 г внутрішньо 3 рази в день упродовж 2-3-х тижнів.

## Недостатність вітаміну РР
Недостатність вітаміну РР (нікотинова кислота та нікотинамід — вітамін В3) — пелагра. Цей водорозчинний вітамін має судиннорозширюючу та гіпотензивну дію. Він міститься у м'ясі, рибі, гречаній крупі, горіхах, хлібі та інших продуктах. Добова норма — 15-20 мг.
Пелагра розвивається при недостатньому білковому харчуванні або при частих проносах, цирозі печінки, хронічному алкоголізмі. Характерна тріада ознак:
- ураження шкіри (дерматит),
- шлунково-кишкового тракту (діарея),
- ЦНС (деменція, депресія).

Хвороба починається з розвитку ентериту з частим рідким стільцем, іноді з появою крові у калі. Ураження шкіри може протікати у вигляді гострої еритеми з розвитком пухирців, іноді з мацерацією, або розвивається повільніше з гіперпігментацією, утворенням тріщин у ділянці колінних та ліктьових згинів. Зміни нервової системи виникають пізніше у вигляді енцефалопатій з порушенням психіки.
Лікуваннянікотинова кислота внутрішньо по 0,02-0,1 г 2-4 рази на день або 1 % розчин по 1 мл 1-2 рази на день в/м або в/в (15-20 днів).

## Недостатність вітаміну В6(піридоксин)
Цей водорозчинний вітамін міститься у печінці, м'ясі, рибі, овочах, дріжджях. Добова норма — 2 мг.
Захворювання зустрічається внаслідок порушення всмоктування, а також при інактивації деякими ліками (наприклад, проти туберкульозу). Розвивається ураження шкіри у вигляді себорейного дерматиту, глосит, периферійна невропатія, лімфопенія. У дітей можуть бути судоми, анемія.
Лікуванняпіридоксину гідрохлорид по 1 мл 2,5-5 % розчину в/м або п/ш, можна внутрішньо по 2-10 мг 2-3 рази на день.:

## Недостатність вітаміну В9(фолієва кислота)
Цей вітамін містять зелені листові овочі, томати, бобові, злаки (ячмінь), морква, висівки, дріжджі, гречана і вівсяна крупи, м'ясо, риба. Добова потреба — 0,2 мг.
Відповідальний за кровотворення та функціонування нервової системи. Недостатність вітаміну В9 в організмі викликає стан втомленості та апатії, може призвести до розвитку важкого недокрів'я.
Лікування
150—200 мікрограмів фолієвої кислоти на день, вагітним жінкам і годуючим матерям мінімум 400 мкг на день.

## Недостатність вітаміну С
Недостатність вітаміну С (аскорбінова кислота) — цинга. Добова норма — 75-100 мг. Аскорбінова кислота міститься у значній кількості у цитрусових, кавунах, чорній смородині, томатах, картоплі, капусті.
Недостатність вітаміну зустрічається при одноманітному харчуванні з невеликим вмістом свіжих овочів та фруктів. Підвищена необхідність у вітаміні С спостерігається під час вагітності, у період вигодовування дитини грудьми, при тиреотоксикозі, інфекціях. Основними ознаками гіпоавітамінозу є симптоми геморагічного діатезу. Спочатку відмічають кровоточивість ясен, точкові крововиливи на шкірі, особливо при її стисканні. У подальшому кількість геморагічних висипань збільшується. Вони розміщуються навколо волосяних фолікул в основному на розгинальних поверхнях та на животі. У тяжких випадках спостерігаються масивні болючі крововиливи під шкірою, а також у товщі м'язів, особливо часто у литкових. Крім того, можливий розвиток анемії, гарячки, тахікардії, гіпотонії, а також гемартрозів та гемоперикарду.

### Лікування
При появі ознак захворювання вводять вітамін С — 5-10 % розчин по 5 мл в/в та вітамін Р (рутин) по 0,02 г внутрішньо 3 рази на день. При покращенні стану аскорбінову кислоту призначають внутрішньо по 0,3-0,5 г 3 рази на день до зникнення симптомів хвороби.

## Недостатністьвітаміну D(рахіт)

##### Основна статтяДефіцит вітаміну D
Зустрічається переважно у дітей. У дорослих розвивається при захворюваннях, що супроводжуються порушенням всмоктування в тонкій кишці, або у період вагітності та лактації, недостатності сонячного опромінення. При цьому може розвинутися остеомаляція хребта, кісток тазу, рідше — кісток нижніх кінцівок. Можливе виникнення гіпокальцемії до появи так званої рахітичної тетанії. У дорослих проводять диференційний діагноз з гіперпаратиреоїдозом, віковим остеопорозом, ураженням кісток та гіпокальцемією, зумовленими мієломною хворобою, хронічною нирковою недостатністю.
Лікуванняпрепарат вітаміна D — ергокальциферол по 10 000-50 000 МО 2-3 рази на добу у вигляді крапель масляного або спиртового розчину. Профілактика полягає у достатньому споживанні продуктів, що містять вітамін, — яєць, печінки та жиру риб, вершкове масло і т. д